# Канелтон (Индијана)
Канелтон (енгл. Cannelton) град је у америчкој савезној држави Индијана.

## Демографија
По попису из 2010. године број становника је 1.563, што је 354 (29,3%) становника више него 2000. године.
| Група             | 2000.         | 2010.         |
| Белци             | 1.180 (97,6%) | 1.514 (96,9%) |
| Афроамериканци    | 1 (0,1%)      | 2 (0,1%)      |
| Азијати           | 1 (0,1%)      | 1 (0,1%)      |
| Хиспаноамериканци | 7 (0,6%)      | 13 (0,8%)     |
| Укупно            | 1.209         | 1.563         |